# Ruszów-Kolonia
Ruszów-Kolonia – wieś w Polsce położona w województwie lubelskim, w powiecie zamojskim, w gminie Łabunie.
| SIMC    | Nazwa  | Rodzaj    |
| ------- | ------ | --------- |
| 0893541 | Podlas | część wsi |

W latach 1975–1998 miejscowość administracyjnie należała do województwa zamojskiego.
Wieś jest sołectwem w gminie Łabunie. Według Narodowego Spisu Powszechnego z roku 2011 wieś liczyła 174 mieszkańców.
Wierni Kościoła rzymskokatolickiego należą do parafii Matki Bożej Szkaplerznej i św. Dominika w Łabuniach.

## Urodzeni w Ruszowie-Kolonii
- Teresa Ferenc – poetka